# Aracataca
Aracataca là một khu tự quản thuộc tỉnh Magdalena, Colombia. Thủ phủ của khu tự quản Aracataca đóng tại Aracataca Khu tự quản Aracataca có diện tích 2024 ki lô mét vuông. Đến thời điểm ngày 28 tháng 5 năm 2005, khu tự quản Aracataca có dân số 39910 người.